# 蔡冰
蔡冰（ツァイ・ビーン、1995年11月3日 - ）は、中国の歌手、タレント。本名は蔡语冰(ツァイ・ユービン)。

## 来歴
2015年に渡韓し、Jellyfishエンターテイメントの練習生になる。
2020年7月、KSGIRLSのメンバーとしてデビュー。12月にはサバイバル番組「水晶晶南浔水晶晶女孩」にも参加し、見事最終順位2位の成績を残す。
2021年5月、Mnet主催のオーディション番組「Girls Planet 999」に参加。最終順位は全体26位で第3回順位発表式にて脱落。
2022年4月、中国で行われるダンスサバイバル番組「了不起舞社」に参加。

## ディスコグラフィ
- KSGIRLS「多彩視界」 2020年7月6日配信
- 「Girls Planet 999 - O.O.O(Over&Over&Over)」2021年7月12日配信
- 「Girls Planet 999 - Creation Mision」2021年10月8日配信
  - 「뱀 (Snake)」にMedusaのメンバー (江崎ひかる、キムダヨン、沈小婷、符雅凝、苏芮琪、文哲)らと参加。

未音源化
- 中国のサバイバル番組「水晶晶南浔水晶晶女孩」にて参加した曲

## 出演
- 水晶晶南浔水晶晶女孩 (2020-2021)
- Girls Planet 999 (2021)
- 了不起舞社 (2022)